# Lotario II de Lotaringia
Lotario II (835 – Piacenza, 8 de agosto del 869) fue el rey de Lotaringia desde 855 hasta su muerte. Era el segundo hijo del emperador Lotario I y Ermengarda de Tours. Se casó con Teutberga (m. 875), hija de Boso el Viejo, a quien intentó repudiar en favor de su amante y madre de sus hijos, Waldrada.

## Reinado

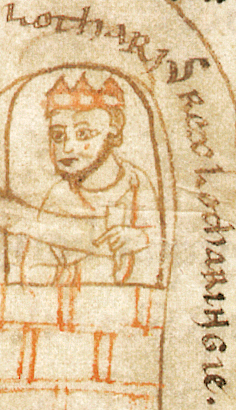
Lotario II

Lotario II fue el segundo hijo del emperador Lotario I y Ermengarda de Tours. Por razones políticas, su padre hizo que se casara casó con Teutberga, hija de Bosón el Viejo, en 855. 
Tras la muerte de su padre en 855 recibió el territorio de la Francia Media al oeste del Rin abarcando desde el mar del Norte a las montañas del Jura, esto es, situado entre Frisia y la actual Suiza. Pasó a ser conocido como Regnum Lotharii y a principios del siglo X como Lotaringia o Lorena (una denominación que posteriormente se aplicó sólo al ducado de Lorena). Su hermano mayor, Luis II el Joven recibió Italia septentrional y el título de Emperador, y su hermano menor, Carlos, recibió las partes occidentales de los dominios de su padre, Borgoña y la Provenza.
A la muerte de su hermano Carlos en 863, Lotario añadió algunas tierras al sur del Jura a este reino, pero salvo unas escasas y débiles expediciones contra los piratas normandos parece que hizo poco por gobernarlas o defenderlas. Se conservan 36 cartas reales de Lotario II.
Teutberga no fue capaz de tener hijos, y el reinado de Lotario estuvo principalmente ocupado por sus esfuerzos por obtener el divorcio. Teutberga era hermana de Hucberto, abad de San Mauricio († 864) e hija del bosónida Bosón el Viejo. Sus relaciones con sus tíos Carlos el Calvo y Luis el Germánico estuvieron influidas por su deseo de obtener su apoyo en esta empresa. Aunque las disputas y las reconciliaciones entre los tres reyes se siguieron en rápida sucesión, en general puede decirse que Luis favoreció el divorcio mientras que Carlos se opuso a él, mientras que ninguno perdía de vista el hecho de que Lotario no tenía hijos que heredasen sus tierras. Lotario tenía una concubina, Waldrada, hermana del arzobispo Gunter de Colonia, quien si le dio varios hijos. Impulsado por el amor que sentía hacia su amante, intentó divorciarse de Teutberga, pero Hucberto se alzó en armas en defensa de ella y después de que ella se sometiera con éxito a la ordalía del agua, Lotario se vio obligado a restaurarla en 858. Aún persiguiendo su propósito, obtuvo el apoyo de su hermano el emperador Luis II el Joven, mediante la cesión de tierras y obtuvo el consentimiento del clero local, como Advencio de Metz, para divorciarse y casarse con Waldrada de Lotaringia, lo que ocurrió en 862.
Un sínodo de obispos francos se reunió en Metz en 863 y confirmó esta decisión, pero Teutberga huyó a la corte de Carlos el Calvo, y el papa Nicolás I anuló la decisión del sínodo. Un ataque a Roma por parte del emperador no dio resultado, y en 865 Lotario, amenazado con la excomunión y convencido de que Luis y Carlos en su reunión reciente habían discutido la partición de su reino, de nuevo volvió a tomar a su esposa. Teutberga, sin embargo, o por inclinación o porque la obligaron, expresó ahora su deseo de divorciarse y Lotario marchó a Italia para obtener el consentimiento del nuevo papa, Adriano II. Dando una interpretación favorable a las palabras del papa, decidió emprender el viaje de regreso, cuando fue atacado por la fiebre y murió en Piacenza el 8 de agosto del 869.

## Sucesión
Su hijo, Hugo, de Waldrada, fue declarado ilegítimo, de manera que su heredero fue su hermano, el emperador Luis II el Joven. Como Luis estaba en esa época haciendo campaña contra el emirato de Bari, su reino fue dividido entre sus tíos Carlos el Calvo y Luis el Germánico por el tratado de Mersen.

## Descendientes
Lotario II tuvo varios hijos y probablemente tres hijas, todos con Waldrada, y todos ellos fueron declarados ilegítimos:
- Hugo (h. 855–895), duque de Alsacia (867–885)
- Berta (h. 863–925), quien se casó con Teobaldo (h. 854–895), conde de Arlés, sobrino de Teutberga. Tuvieron dos hijos Hugo de Italia y Boso de Toscana. Tras la muerte de Teobaldo, entre 895 y 898 se casó con Adalberto II de Toscana (h. 875–915)[7] Tuvieron, al menos, tres hijos: Guido,[8] quien sucedió a su padre como conde y duque de Lucca y margrave de Toscana, Lamberto sucedió a su hermano en 929, pero perdió los títulos en 931 en favor de su medio hermano Bosón de Toscana, y Ermengarda.
- Gisela (h. 865–908), quien en 883 se casó con Godofredo, el líder vikingo que gobernaba en Frisia; él fue asesinado en 885
- Ermengarda (d.c.900)
- Odón (m. h. 879)[cita requerida]